# Duncan Cole
Pour les articles homonymes, voir Cole.
Duncan Cole est un footballeur néo-zélandais né le 12 juillet 1958 en Angleterre, et mort le 21 mai 2014. Il évoluait au poste de milieu de terrain du milieu des années 1970 à la fin des années 1980.
Il évolue durant sa carrière sous les couleurs de deux clubs, North Shore United AFC avec qui il remporte le championnat de Nouvelle-Zélande en 1977 et deux Coupes de Nouvelle-Zélande en 1979 et 1986, et Canberra City FC.
Sélectionné à 58 reprises pour quatre buts inscrits en équipe nationale, il dispute avec celle-ci la Coupe du monde 1982.

## Carrière
- 1978-1979 : North Shore United AFC  Nouvelle-Zélande
- 1980-1981 : Canberra City  Nouvelle-Zélande
- 1982 : North Shore United AFC  Nouvelle-Zélande
- 1982-1983 : Canberra City  Nouvelle-Zélande
- 1984-1988 : North Shore United AFC  Nouvelle-Zélande

## Sélections
- 58 sélections et 4 buts avec l'équipe de Nouvelle-Zélande de 1978 à 1988.